# Ali Khamenei
Ayatollah Sayyid Ali Hosseini Khamenei (persisk: سید علی حسینی خامنه‌ای  udtale ?, født 19. april 1939 i Mashad i provinsen Khorasan i det østlige Iran) er Irans religiøse leder. Han var Irans præsident fra 1981 til 1989. Sayyed Ali var næstældste søn af Sayyed Javad Khamenei, en respekteret mullah og kendt religiøs personlighed. Khamenei fulgte i sin fars fodspor, studerede islamisk filosofi og blev mullah.
Efter revolutionen i 1979 vendte imam Khomeini hjem til Iran fra sit eksil i Paris. På hans bud dannede man et Islamisk Revolutionært Råd, hvor bl.a. Khamenei var medlem sammen med ayatollaherne Motahhari og Beheshti og hojatoleslam Akbar Hashemi Rafsanjani. 
I 1981 blev Khamenei valgt som den første præst til præsident og efterfulgte Mohammad Ali Rajai. Det var Khomeneis hensigt at holde præsterne væk fra præsidentposten, men den idé opgav han og samtidig opgav også tanken om at Iran skulle blive sekulært.[kilde mangler] I stedet blev Iran mere teokratisk.[kilde mangler]
Kort efter at Khamenei tiltrådte som præsident, blev han forsøgt snigmyrdet og undslap med nød og næppe. Bomben, som var gemt i en båndoptager, eksploderede lige ved siden af ham ved en pressekonference. Selvom han undslap, slap han ikke for skader bl.a. i hånden, som han nu ikke kan bruge fuldt ud. Det gav ham den usædvanlige titel den "levende martyr".
Khamenei blev genvalgt som præsident i 1985. Hans tid som præsident gav få sammenstød med Khomeini, da Khamenei var en nær allieret. Da Khomeini døde, valgte Ekspertforsamlingen (rådet der vælger den næste religiøse leder) Khamenei den 4. juni 1989. Khamenei blev ikke opfattet som en højtuddannet lærd på ayatollah-niveau (han havde rang af hojatoleslam. Alligevel valgte Ekspertforsamlingen at udnævne ham til midlertidig religiøs leder, indtil en ændring af forfatningen. Khamenei betegnes i dag som (stor)ayatollah. 
Khameneis tid ved magten som religiøs leder har ledt til mange sammenstød med de reformvenlige i parlamentet, specielt mens Mohammad Khatami var præsident. Khamenei blokerede mange af parlamentets og præsidentens initiativer, og mange af de reformvenlige er blevet nægtet kandidaturer af Vogternes Råd. 
Khamenei oplevede som 14 årig Abadan Krisen, da USA hjalp med at vælte premierminister Mohammed Mossadeq, for igen at få kontrollen over Irans olie. Det har ifølge ham selv fået ham til at indtage en aggressiv holdning over for USA, England og Israel.